# Орден Отаџбинског рата
Орден Отаџбинског рата (рус. Орден Отечественной войны) је био одликовање за војне заслуге у Совјетском Савезу. Установљен је Указом Президијума Врховног совјета Совјетског Савеза 20. маја 1942. године, у два степена, као одликовање за храброст указану у борбама током Великог отаџбинског рата. Био је прво совјетско одликовање установљено током рата и прво одликовање подељено на степене. Овим одликовањем одликовано је 9.175.595 совјетских војника и учесника Великог отаџбинског рата.

## Историјат
Орден отаџбинског рата установљен је Указом Президијума Врховног савета Совјетског Савеза „О оснивању Ордена Отаџбинског рата“ (рус. Об учреждении Ордена Отечественной Войны первой и второй степени), првог и другог реда 20. маја 1942. године. Статут одликовања је касније још два пута допуњаван одлукама Президијума Врховног совјета Совјетског Савеза - 19. јуна 1943. и 16. децембра 1947. године. Додељивао се војницима и официрима Црвене армије, Ратне морнарице, НКВД-а и партизанских одреда, за „херојска дела у борби за совјетску домовину“, а такође и јединицама чије су акције допринеле успеху војних операција совјетских трупа. Орден се састојао из два степена, а додељивао га је Президијум Врховног совјета Совјетског Савеза.
Орден Отаџбинског рата био је прво совјетско одликовање установљено током Великог отаџбинског рата и прво одликовање подељено на степене. Статут одликовања је прецизно дефинисао за која се дела додељивао први, а за која други степен. На пример Орден првог степена се додељивао за обарање три непријатељска авиона; уништење два тешка или четири средња тенка; хватање ратних бродова; поправку ваздухоплова под ватром након слетања на непријатељске територије и др. После завршетка Великог отаџбинског рата, 1945. године, Орден Отаџбинског рата додељен је великом броју рањених војника Црвене армије, који су су из било ког разлога нису добили одликовања за подвиг у којем су настрадали током борби против окупатора. Орденом су били одликовани и страни држављани, војници и команданти савезничких земаља, за заслуге током Другог светског рата. У току Великог отаџбинског рата Орденом отаџбинског рата одликовано је укупно 1.276.555 лица - 324.903 првог и 951.652 другог степена. Одлуком из 1947. године одликовање је престало да се додељује цивилним лицима, а војним је настављено у смањеном броју. Укупан број одликованих до 1985. године износио је око 1.350.000.
Године 1985, поводом 40-о годишњице Велике победе над фашизмом, Орден Отаџбинског рата је обновљен као спомен-награда за преживеле ветеране. Тада је одликовано око 7.462.000 лица - 2.054.000 првог и 5.408.000 другог степена. Уредбом Врховног совјета Совјетског Савеза одлучено да Орден отаџбинског рата првог степена додели:
- свим Херојима Совјетског Савеза учесницима Великог отаџбинског рата
- лицима одликованим Орденом славе првог, другог и трећег степена
- маршалима, генералима и адмиралима који су директно учествовали у Великом отаџбинском рату, као део активне војске или партизанских одреда, без обзира на њихов чин у току рата
- лицима која су учествовала у Великом отаџбинском рату, као део регуларне војске или партизанских одреда или су рањени у борби, а у току рата су одликовани орденима Совјетског Савеза или Медаљом за храброст, Медаљом Ушакова, Медаљом за војну службу, Медаљом Накхимова или Медаљом партизна отаџбинског рата.
- инвалидима Великог отаџбинског рата, који су рањени у борби.

Орден Отаџбинског рата другог степена тада је додељен свим лицима која су учествовала у Великом отаџбинском рату, а неспадају у једну од категорија за добијање одликовања првог степена. Ова уредба се такође односила и на све учеснике Совјетско-јапанског рата.
Додељивање Ордена као спомен-награде ветеранима, наставило се и после 1985. године, тако да је укупан број одликованих до 1. јануара 1992. године износио 9.175.595 лица - 2.487.098 првог и 6.688.497 другог степена.
Орденом Отаџбинског рата, 1945. године, одликовано је 7 војних јединица и 79 предузећа и установа, укључујући три новине: „Комсомолска правда“,„ Млада Украјина“ и белоруска „Звезда“. Орден је додељиван и градовима, чији су становници били ангажовани у одбрамбеним биткама од 1941. до 1943. године. Први одликовани градови 1966. године били су Новоросијск и Смоленск (касније проглашени за градове-хероје). Међу одликованим градовима су: Вороњеж (1975); Наро-Фомински (1976); Ржев (1978); Орел, Белгород и Могиљов (1980); Ломоносов, Ељнир и Туапс (1981); Мурманск (проглашен и за град-херој), Ростов на Дону и Феодосија (1982); Дјатково (1983); Волоколамск (1985); као и Курск, Кисловодск и Таплин. Такође орденом Отаџбинског рата 1966. године одликовано је и село Склабина у Словачкој, које су Немци 1944. године спалили до темеља због помоћи становништва совјетским падобранцима.